# Mimetes splendidus
Mimetes splendidus  (лат.) — вид растений рода Mimetes семейства Протейные. Вечнозеленый, редко разветвлённый, прямой куст высотой до 2,5 м. Листья — от широкой овальной до копьевидной формы, с серебристыми волосками, на конце имеются 3—4 собранных вместе зубца. Цилиндрические соцветия, расположенные в пазухах листьев на самой вершине ветви, состоят из множественных цветочных головок, каждая из которых содержит 11—13 цветов. Листья образуют капюшон над нижней цветочной головкой и окрашены в оранжево-розовый цвет. Цветёт зимой, с начала мая до сентября. Эндемичный вид, который ограничен южной стороной прибрежных гор Западно-Капской провинции Южной Африки.

## Отличия от сходных видов
M. splendidus входит в группу видов рода с серебристыми листьями из-за плотных волосков, покрывающих поверхность листа, вместе с M. arboreus, M. argenteus, M. hottentoticus и M. stokoei. M. splendidus отличает то. что все листья имеют 3-4 зубца на кончиках листьев. Кроме этого, инволюционные околоцветники, окружающие отдельные головки цветка, имеют продолговатую форму с округлым кончиком, почти гладкие на наружной поверхности, янтарного цвета и тонкие в свежем виде (становятся бумагообразные и коричневые у гербарных образцов).

## Ареал, местообитание и экология
M. splendidus является редким эндемичным видом, который в основном встречается поодиночке или в небольших группах. Имеет широкий ареал от Часовых пиков в западной части Лангеберга недалеко от Свеллендама на западе через горы Аутвинка до Рондебоса в Национальном парке Цицикамма на востоке, образующих узкую полосу длиной 300 км. Растёт на южных и юго-восточных склонах с высокой доступностью воды на влажных, кислых, торфяных почвах, всегда выше 600 м, главным образом, на высоте 1000—1200 м в густом финбоше. Растения обычно живут около двадцати лет. Цветение происходит зимой до сентября, пик в мае и июне. Плоды обычно созревают в январе—феврале. Цветы опыляются птицами, а плоды собирают местные муравьи, которые несут их в свои подземные гнезда. Здесь семена остаются в покоящимся состоянии до тех пор, пока надземная растительность не будет уничтожена верхним огнем. Семена прорастают в ответ на увеличение суточных колебаний температуры и вымывания химических веществ из древесного угля. Взрослые растения этого вида не выживают при пожарах.

## История изучения
Ричард Энтони Солсбери описал вид в 1809 году, назвав его Mimetes splendidus. Он также описал вид в книге Джозефа Найта «On the cultivation of the plants belonging to the natural order of Proteeae», опубликованной в 1809 году. Считается, что Солсбери видел рукопись книги Роберта Брауна «On the natural order of plants called Proteaceae», опубликованной в 1810 году, который назвал вид M. hibbertii. Французский ботаник и путешественник Жан-Луи Мари Пуаре, который предпочитал рассматривать Proteaceae в более широком аспекте, в 1816 году переименовал вид в Protea hibbertii. В 1912 году южноафриканский ботаник Джон Хатчинсон описал похожий экземпляр, собранный Карлом Цейгером, и назвал его M. integrus. Однако, на гербарном листе, на котором основывался Хатчисон, имелась также ветка Mimetes argenteus, что вызвало путаницу. Наконец, датский ботаник Христиан Фредерик Эклон описал экземпляр растения, дав ему название M. mundii. В 1984 году Джон Патрик Рурк решил, что все эти растения являются одном видом и должны рассматриваться как синонимы Mimetes splendidus.